# L'alba dei morti viventi
L'alba dei morti viventi (Dawn of the Dead) è un film del 2004 diretto da Zack Snyder.
La pellicola horror è il remake del film Zombi di George Romero del 1978.
È stato presentato fuori concorso al 57º Festival di Cannes. Ken Foree, attore protagonista del film originale di Romero, ha un cameo nel ruolo di un sacerdote televisivo.

## Trama
Dopo aver terminato un lungo turno di notte, l'infermiera Ana torna alla sua abitazione periferica, che condivide col marito Luis. Quando i due sono sotto la doccia insieme, non sentono un bollettino di emergenza del notiziario televisivo. Il mattino seguente Vivian, una ragazzina del vicinato, irrompe in condizioni orribili nella casa e assale Luis mordendogli ferocemente il collo. Luis muore rapidamente dissanguato ma resuscita e attacca Ana, che riesce a fuggire attraverso la finestra del bagno. Fuori di casa, Ana osserva l'intera periferia sotto attacco e tenta di scappare in macchina ma finisce con lo schiantarsi e perdere i sensi.
Al suo risveglio, Ana incontra il sergente di polizia Kenneth Hall, il venditore di elettrodomestici Michael, il farabutto Andre e Luda, sua moglie incinta. Il gruppo tenta il rifugio in un centro commerciale vicino ma anche all'interno vengono attaccati da alcuni zombi. Una volta eliminati i morti viventi, il gruppo di Ana si imbatte negli uomini della sicurezza sopravvissuti, C.J., Bart e Terry, che non felici della visita li costringono a cedere a loro le armi. Sul tetto del palazzo i protagonisti vedono in lontananza un altro sopravvissuto, Andy, rimasto isolato sopra il suo negozio di armi.
Il giorno seguente giunge al supermercato un camion di sopravvissuti. Con gli zombi alle calcagna e il gruppo maggiore dei nuovi arrivati, i protagonisti si ritrovano costretti ad accoglierli. Questi nuovi arrivati sono Norma, Steve, Tucker, Monica, Glen, Frank e sua figlia Nicole. Una donna anziana e obesa è troppo malata per camminare ed identificarsi e muore nonostante i soccorsi ricevuti. Come accaduto a Luis, però, la donna obesa ritorna rapidamente in vita e attacca ferocemente il gruppo di sopravvissuti prima di essere eliminata da Ana, che le trapassa la testa. A seguito di ciò, i protagonisti realizzano che i morti viventi trasmettono il loro morbo mortale tramite morsi e ferite. Andre si prende cura di Luda, che rivela di essere stata graffiata da un incontro ravvicinato con uno zombi; anche Frank è stato morso e viene quindi tenuto in isolamento fino alla morte, per essere poi ucciso da Kenneth una volta trasformatosi.
Nel corso del tempo, si sviluppano nuove amicizie tra i sopravvissuti: Kenneth comunica con Andy tramite cartelloni, Ana inizia ad innamorarsi di Michael e Nicole di Terry. Quando manca la corrente nel supermercato, C.J., Bart, Michael e Kenneth si recano nei sotterranei per attivare il generatore di riserva; qui trovano un cane ma vengono improvvisamente attaccati da un gruppo di zombi che fanno a pezzi Bart, mentre gli altri riescono a eliminare i morti viventi bruciandoli. Nel frattempo, ai piani superiori Luda muore per gli stenti legati sia al morbo infettivo sia al terribile travaglio che la vedrà partorire in condizione già mutata di zombi.
Recatasi a sincerarsi delle condizioni della donna, Norma constata con orrore la situazione e inorridita spara a Luda, sotto gli occhi di Andre; al termine di una colluttazione, entrambi si sparano e si uccidono a vicenda. Gli altri sopravvissuti giungono poco dopo nella stanza e trovano con altrettanto orrore la neonata zombi di Luda, alla quale sparano all'istante.
I sopravvissuti, consci di non poter resistere molto altro tempo all'interno del centro commerciale, pianificano di recarsi al porto del Lago Michigan, dove raggiungeranno un isolotto con lo yacht di Steve. Per il viaggio, nel quale dovranno andare incontro all'orda di zombi, i protagonisti fortificano due furgoni nel garage. Prima di partire, però, vogliono prelevare anche Andy, valido membro che sta ora morendo di fame. Usando il cane, soprannominato "Chips", i protagonisti riescono a caricare del cibo su di lui per portarlo al negozio di Andy. Il piano sembra funzionare, gli zombi non sono interessati al cane, ma uno di loro viene attirato dalla porticella per cani. Quando la situazione appare compromessa Nicole, che si è affezionata a Chips, raggiunge il negozio con un camion, ma così facendo rimane intrappolata e attaccata da Andy, che è stato infettato. Kenneth, Michael, Tucker, Terry, e C.J. raggiungono il negozio tramite le fogne e salvano Nicole eliminando Andy. Prendono munizioni dal negozio prima di rientrare al supermercato. Durante il rientro però, Tucker si spezza la gamba e C.J. gli spara per risparmiargli il dolore di essere mangiato vivo.
Inseguiti da numerosi zombi, non riescono più a chiudere l'entrata e decidono di evacuare subito. I sopravvissuti montano nei furgoni fortificati e si avventurano nella notte infestata dagli zombi. Durante il tragitto, in seguito a improvvisi sbalzi e urti, Glen perde il controllo della sua motosega e uccide accidentalmente se stesso e Monica; il loro sangue imbratta il parabrezza del loro furgone mandandolo a schiantarsi. C.J., Terry e Kenneth escono per raggiungere il furgone e aiutare coloro che non sono morti nello schianto. Vengono attaccati da uno Steve zombificato, che viene ucciso da Ana. Giunti al porto, C.J. si sacrifica facendosi esplodere per permettere agli altri di proseguire; Ana, Kenneth, Nicole, Terry e Chips salgono sullo yacht di Steve e si recano sull'isola. Michael, invece, rimane sul molo rivelando che nelle colluttazioni della notte è stato morso; atteso che lo yatch si allontanasse a sufficienza, si punta una pistola alla testa e si spara.
Il film si chiude con i filmati di una videocamera trovata nello yacht di Steve: nel primo viene mostrata una giornata ripresa tempo prima, poi inizia una nuova registrazione quando abborda il gruppo di Ana. Trovano una barca con una scatola contenente una testa di zombi ancora viva alla quale sparano, finiscono senza carburante ma raggiungono ugualmente l'isola sul lago. Improvvisamente, però, vengono attaccati da un'orda di zombi. La camera viene fatta cadere e l'ultima immagine che riprende è quella dei morti viventi che corrono addosso ai sopravvissuti, lasciando intendere che la sorte di Ana e dei pochi scampati sia segnata.

## Distribuzione
Il film è uscito nelle sale statunitensi il 19 marzo 2004 mentre in Italia il 23 aprile 2004.

## Opere derivate
Questo film ha ispirato la serie Dead Rising, di cui il primo capitolo è ambientato proprio nel Willamette Mall. Rispetto alla pellicola cinematografica sono presenti diversi personaggi con cui interagire durante il gioco. Dal film L'alba dei morti viventi è stato tratto un seguito a fumetti di David Hine e German Erramouse, in Italia pubblicato da Panini Comics, intitolato La notte dei morti viventi - Dopo l'apocalisse.

## Accoglienza
Su Rotten Tomatoes, il 76% delle 195 recensioni dei critici sono positive, con una valutazione media di 6,8/10. Metacritic gli assegna un punteggio di 59 su 100, sulla base di 37 critici, indicando recensioni "miste o medie".

## Citazioni di e riferimenti ad altre opere
In una scena del film i protagonisti Ana (Sarah Polley) e Michael (Jake Weber) ridono dell'iconica scena del cavallo di Niedermeyer del film Animal House di John Landis. Si vede, infatti, distintamente il volto sorpreso di Kent "Sogliola" Dorfman (Stephen Furst) quando il cavallo muore in seguito al colpo a salve sparato nell'ufficio del preside. 
Tom Savini appare in un cameo nei panni di uno sceriffo che dà la caccia agli zombi. Vestirà gli stessi panni (vice sceriffo Tolo) nella pellicola horror del 2007 Grindhouse - Planet Terror di Robert Rodriguez, film a sua volta ispirato agli zombi-movie di Romero e Deodato e Lamberto bava.

## Seguito a Fumetti
Esiste un fumetto ufficiale seguito del film intitolato: La notte dei morti viventi - Dopo l'apocalisse.
Esso non mostra i protagonisti del film, ma è ambientato dodici anni dopo l'invasione degli zombi, mostrando altri superstiti che cercano di sopravvivere in un mondo ormai dominato dai morti viventi. Il fumetto è stato realizzato da David Hine e German Erramouspe. In Italia, è stato pubblicato da Panini Comics.